# Dallas (Oregon)
Dallas (korábban Cynthian vagy Cynthiana) az Amerikai Egyesült Államok északnyugati részén, Oregon állam Polk megyéjében elhelyezkedő város, a megye székhelye, valamint a salemi statisztikai körzet része. A 2020. évi népszámlálási adatok alapján 16 854 lakosa van.

## Története
Telepesek először az 1840-es években érkeztek a Rickreall-patak nyugati partjára. A Polk County Itemizer-Observer 1947-es cikke, valamint a Polk megyei Történeti Társaság adatai szerint a települést Mrs. Thomas J. Lovelady szülővárosáról, a Kentucky állambeli Cynthianáról nevezte el (más források szerint az elnevezés Jesse Applegate feleségétől, Cynthia Anntől származik, azonban az 1850-es népszámlálás szerint ő akkor nem a megyében élt).
A posta 1852-ben nyílt meg. A helységet 1856-ban az akadozó vízellátás miatt másfél kilométerrel délre költöztették.
Cynthiana mellett Independence volt a megyeszékhelyi rang várományosa. A helyi lakosok tizenhétezer dollárt gyűjtöttek egy keskeny nyomtávú vasútvonal megépítésére, amely 1878 és 1880 között valósult meg. A városvezetők szerint egy megyeszékhelynek jelentősebb névre van szüksége; mivel George M. Dallas James Knox Polk, a megye névadójának alelnöke volt, őt választották névadónak.

### Gerlinger család
Louis Gerlinger Sr. a Salem, Falls City and Western Railway 1901-es megalapítása után bejelentette, hogy vasútvonalat épít Salem és a Siletz folyó között; 1902-ben fia, George T. Gerlinger befektetőket szerzett a vonal megépítésére. Dallas és Falls City között először 1903. május 29-én közlekedett vonat, június végére pedig elindult a rendszeres személyforgalom.
1906-ban Louis Gerlinger megalapította a Willamette Valley Lumber Companyt, amely később más cégekkel Willamette Industries néven egyesült.
A 21. században a helyi vállalatok kikerültek a család irányítása alól, amelynek jelentős hatása volt a gazdaságra. A Willamette Industries a Weyerhaeuser tulajdonába került, amely 2009-ben a helyi üzemet bezárta.

## Éghajlat
A város éghajlata mediterrán (a Köppen-skála szerint Csb). A nyarak melegek és szárazak (hűvös reggelekkel), a telek pedig hidegek és esősek. Az alacsony légnyomás miatt a Kanada felől a Cascade-hegységbe érkező hideg, kontinentális levegő hatására a Willamette-völgyben fagyhat is, de nem ez a jellemző (1950. január 31-én a hőmérséklet −23,9 °C-ig csökkent, a hómennyiség pedig elérte az 1730 mm-t). A havazás ritka: az éves átlagos hómennyiség 120 mm, a medián mennyiség pedig 0 mm.
Telente jelentős a csapadék: november és február között havonta átlagosan 170 mm eső esik, a havi esős napok száma pedig körülbelül tizenhét (1983 novemberében 29 esős nap volt). A legcsapadékosabb hónap 1996 decembere volt (557 mm), a legcsapadékosabb év pedig az 1973 júliusától 1974 júniusáig tartó időszak (2032 mm). A legkevesebb eső 1976 júliusa és 1977 júniusa között hullt (604 mm).
Tavasszal a kellemes délutáni időjárás jellemző; áprilisig csökken a heves esőzések valószínűsége, azonban a záporok júniusig gyakoriak. Július és augusztus általában nagyon meleg és száraz. 1967. június 23. és szeptember 9. között 79 napig nem esett csapadék; a legmelegebb hónap 1967 augusztusa volt, amikor az átlagos maximum hőmérséklet elérte a 33,4 °C-t. A nyárra az alacsony páratartalom és a kellemes reggelek jellemzőek, azonban a forró égövi levegő szárazságot és forróságot okozhat (1956. július 19-én és 1981. augusztus 8-án a hőmérséklet elérte a 41,1 °C-t. Általában 18 délutánon van legalább 32,2 °C, kettőn pedig legalább 37,8 °C, 62 reggelen pedig fagy (1950-ben és 1972-ben −17,8 °C-t jegyeztek fel).
| Hónap                                            | Jan.  | Feb.  | Már.  | Ápr. | Máj. | Jún. | Júl. | Aug. | Szep. | Okt. | Nov.  | Dec.  | Év    |
| ------------------------------------------------ | ----- | ----- | ----- | ---- | ---- | ---- | ---- | ---- | ----- | ---- | ----- | ----- | ----- |
| Rekord max. hőmérséklet (°C)                     | 18,0  | 22,0  | 32,0  | 31,0 | 37,0 | 43,0 | 41,0 | 41,0 | 40,0  | 33,0 | 24,0  | 19,0  | 43,0  |
| Átlagos max. hőmérséklet (°C)                    | 7,4   | 9,8   | 12,9  | 15,8 | 19,4 | 22,8 | 27,2 | 27,5 | 24,8  | 18,2 | 10,4  | 6,8   | 17,0  |
| Átlagos min. hőmérséklet (°C)                    | 0,6   | 1,6   | 2,7   | 4,1  | 6,5  | 8,8  | 10,2 | 9,9  | 8,3   | 5,1  | 2,9   | 0,7   | 5,1   |
| Rekord min. hőmérséklet (°C)                     | −24,0 | −19,0 | −12,0 | −4,0 | −3,0 | −1,0 | 2,0  | 1,0  | −1,0  | −6,0 | −13,0 | −29,0 | −29,0 |
| Átl. csapadékmennyiség (mm)                      | 199   | 169   | 135   | 82   | 56   | 36   | 13   | 17   | 37    | 83   | 198   | 223   | 1248  |
| Forrás: Nemzeti Óceán- és Légkörkutatási Hivatal |       |       |       |      |      |      |      |      |       |      |       |       |       |

## Népesség
A település népességének változása:
| Lakosok száma | 12 459 | 14 583 | 16 854 |
|               | 2000   | 2010   | 2020   |

## Egészségügy
A város kórháza a Salem Health által működtetett West Valley Hospital.

## Közlekedés
Dallast átszeli az Oregon Route 223.

## Média
A város hetilapja a Polk County Itemizer-Observer.
A KWIP rádióadó Dallasból sugároz.

## Nevezetes személyek
- Carl Gerlinger, a Gerlinger Carrier Company megalapítója[14]
- Darcy Fast, baseballjátékos[15]
- George T. Gerlinger, a Willamette Industries alapítója[16]
- Irene Hazard Gerlinger, az Oregoni Egyetem igazgatótanácsának első női tagja[17]
- Jeri Ellsworth, integráltáramkör-tervező[18]
- Johnnie Ray, énekes[19]
- Johnny Kitzmiller, amerikaifutball-játékos[20]
- Jordan Poyer, amerikaifutball-játékos[21]
- Louis Gerlinger Sr., a Salem, Falls City and Western Railway megalapítója[22]
- Mark Hatfield, Oregon egykori kormányzója, szenátor[23]